# Pharrell Williams/Auszeichnungen für Musikverkäufe

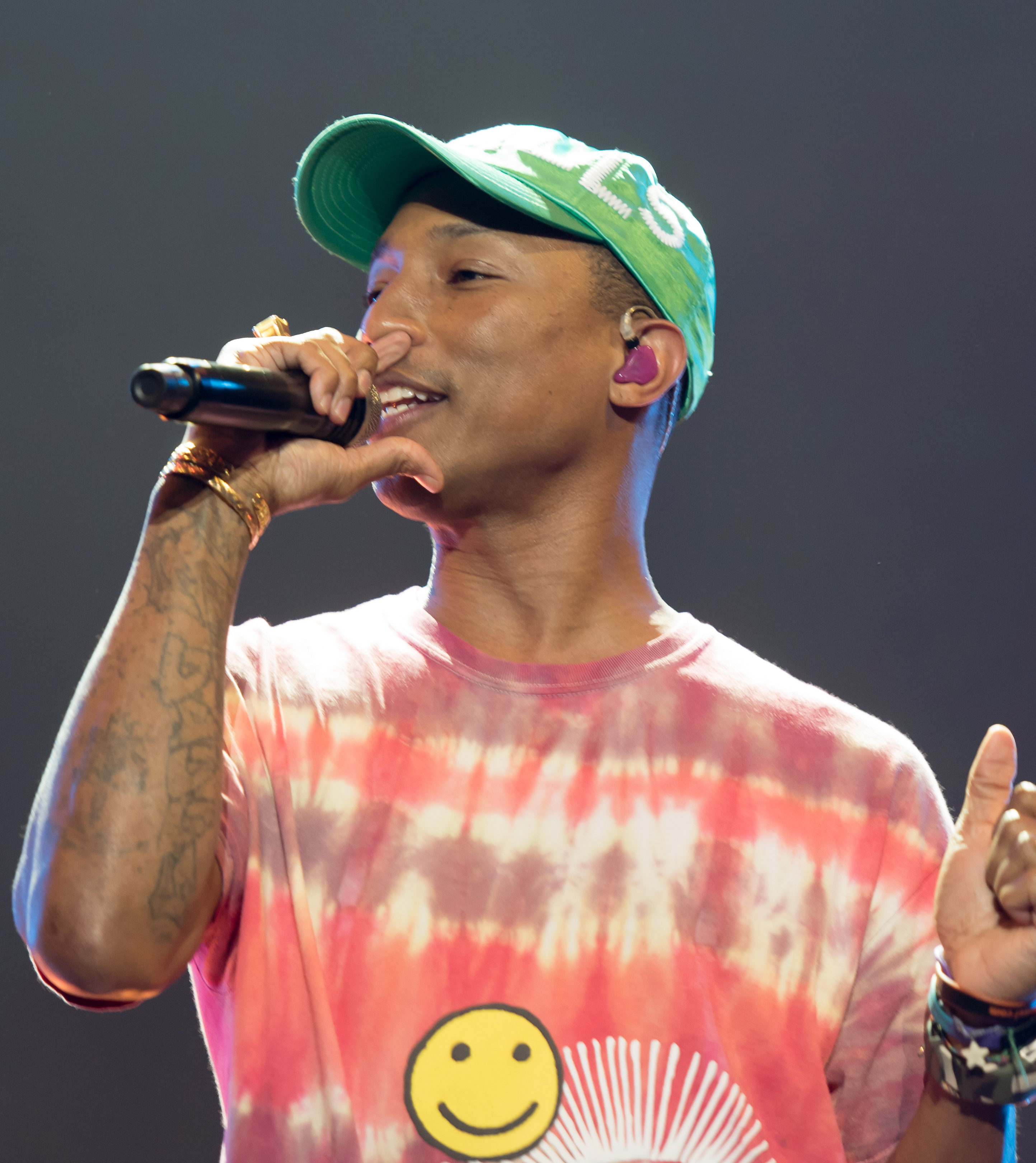
Pharrell Williams (2017)

Dies ist eine Übersicht über die Auszeichnungen für Musikverkäufe des US-amerikanischen Sängers Pharrell Williams. Die Auszeichnungen finden sich nach ihrer Art (Gold, Platin usw.), nach Staaten getrennt in chronologischer Reihenfolge, geordnet sowie nach den Tonträgern selbst, ebenfalls in chronologischer Reihenfolge, getrennt nach Medium (Alben, Singles usw.), wieder.

## Auszeichnungen
| - Frankreich - 2001: für die Autorenbeteiligung I’m a Slave 4 U (Britney Spears) - Vereinigtes Königreich - 2006: für das Album In My Mind - 2014: für die Autorenbeteiligung She Wants to Move (N*E*R*D) - 2018: für die Single Heatstroke - 2019: für die Autorenbeteiligung Apeshit (The Carters) - 2020: für die Autorenbeteiligung Give It 2 Me (Madonna) - 2020: für die Single Lose Yourself to Dance - 2021: für die Autorenbeteiligung Supermodel (SZA) - 2022: für die Single Stay with Me - 2024: für die Single Freedom - Australien - 2001: für die Autorenbeteiligung I’m a Slave 4 U (Britney Spears) - 2002: für die Single Boys - 2002: für die Autorenbeteiligung Work It Out (Beyoncé) - 2003: für die Single Beautiful - 2005: für die Single Drop It Like It’s Hot - 2014: für das Album G I R L - 2014: für die Single Marilyn Monroe - 2023: für die Single Stay with Me - Belgien - 2001: für die Autorenbeteiligung I’m a Slave 4 U (Britney Spears) - 2015: für die Single Freedom - Brasilien - 2023: für die Single Stay with Me - 2023: für die Autorenbeteiligung Rock Your Body (Justin Timberlake) - 2024: für die Single One (Your Name) - 2024: für die Single Aries (YuGo) Part 2 - 2024: für die Single Drop It Like It’s Hot - 2024: für die Autorenbeteiligung Alright (Kendrick Lamar) - 2025: für die Single Doctor (Work It Out) - Chile - 2017: für die Autorenbeteiligung Havana - Dänemark - 2014: für das Streaming Marilyn Monroe - 2018: für die Autorenbeteiligung Señorita (Justin Timberlake) - 2019: für die Single Drop It Like It’s Hot - 2021: für die Autorenbeteiligung Hot in Herre (Nelly) - 2023: für die Single Lose Yourself to Dance - 2024: für die Autorenbeteiligung Alright (Kendrick Lamar) - Deutschland - 2014: für das Album G I R L - 2015: für die Autorenbeteiligung Sing (Ed Sheeran) - 2018: für die Single Drop It Like It’s Hot - 2018: für die Autorenbeteiligung Hot in Herre (Nelly) - 2023: für die Single Marilyn Monroe - 2023: für die Single One (Your Name) - Finnland - 2013: für die Single Get Lucky - Frankreich - 2023: für die Autorenbeteiligung Apeshit (The Carters) - 2024: für die Single Safari - Irland - 2014: für die Autorenbeteiligung Sing - Italien - 2012: für die Single Celebrate - 2014: für die Single Lose Yourself to Dance - 2019: für die Single Drop It Like It’s Hot - 2023: für die Autorenbeteiligung Pink + White (Frank Ocean) - Japan - 2014: für das Album G I R L - 2023: für das Streaming Havana - 2023: für das Streaming Happy - Kanada - 2023: für die Single Heatstroke - Mexiko - 2014: für die Single Lose Yourself to Dance - 2019: für die Single Sangria Wine - 2025: für die Single Heatstroke - Neuseeland - 2003: für die Autorenbeteiligung Rock Your Body (Justin Timberlake) - 2014: für das Album G I R L - 2015: für die Single Come Get It Bae - 2018: für die Autorenbeteiligung Lemon (N*E*R*D) - 2021: für die Single Lose Yourself to Dance - 2024: für die Single IFHY - Niederlande - 2014: für das Album G I R L - Norwegen - 2002: für die Autorenbeteiligung I’m a Slave 4 U (Britney Spears) - 2002: für die Autorenbeteiligung Work It Out (Beyoncé) - Österreich - 2014: für die Single Happy - 2024: für die Autorenbeteiligung Sing - 2024: für die Single Drop It Like It’s Hot - Peru - 2017: für die Autorenbeteiligung Havana - Polen - 2019: für die Autorenbeteiligung Apeshit (The Carters) - 2020: für die Autorenbeteiligung Lemon (N*E*R*D) - 2024: für die Autorenbeteiligung Alright (Kendrick Lamar) - Portugal - 2019: für die Single Happy - 2022: für die Single Safari - Schweden - 2002: für die Autorenbeteiligung I’m a Slave 4 U (Britney Spears) - 2014: für das Album G I R L - Schweiz - 2014: für das Album G I R L - Spanien - 2008: für die Autorenbeteiligung Give It 2 Me (Madonna) - 2008: für den Ringtone Give It 2 Me (Madonna) - 2010: für die Autorenbeteiligung Did It Again (Shakira) - 2014: für das Streaming Sing (Ed Sheeran) - 2014: für die Autorenbeteiligung Sing (Ed Sheeran) - 2024: für die Autorenbeteiligung Pink + White (Frank Ocean) - Vereinigte Staaten - 2005: für die Single Drop It Like It’s Hot - 2005: für die Autorenbeteiligung Rock Your Body (Justin Timberlake) - 2014: für das Album G I R L - 2014: für die Single Come Get It Bae - 2016: für die Single I Just Wanna Love U (Give It To Me) - 2022: für das Lied Juggernaut - 2022: für die Single Heatstroke - Vereinigtes Königreich - 2022: für die Autorenbeteiligung Lemon (N*E*R*D) - 2023: für die Single Beautiful - 2023: für die Autorenbeteiligung I’m a Slave 4 U (Britney Spears) - 2023: für die Autorenbeteiligung Alright (Kendrick Lamar) - 2024: für die Autorenbeteiligung Señorita (Justin Timberlake) - 2024: für die Single Frontin’ | - Argentinien - 2017: für die Single Safari - Australien - 2002: für die Autorenbeteiligung Hot in Herre (Nelly) - 2017: für die Autorenbeteiligung Señorita (Justin Timberlake) - 2018: für die Autorenbeteiligung Lemon (N*E*R*D) - 2018: für die Single Heatstroke - 2021: für die Single One (Your Name) - Belgien - 2013: für die Single Blurred Lines - 2017: für die Single Feels - Brasilien - 2008: für die Autorenbeteiligung Beat Goes On (Madonna) - 2008: für die Autorenbeteiligung Candy Shop (Madonna) - 2008: für die Autorenbeteiligung Give It 2 Me (Madonna) - 2019: für die Single Safari - 2021: für die Single Sangria Wine - 2024: für die Single Safari - Chile - 2017: für die Single Safari - Dänemark - 2009: für die Autorenbeteiligung Give It 2 Me (Madonna) - 2013: für die Single Get Lucky - 2013: für die Single Blurred Lines - 2014: für die Single Happy - 2014: für das Streaming Sing (Ed Sheeran) - 2022: für die Autorenbeteiligung Rock Your Body (Justin Timberlake) - 2023: für das Album G I R L - Deutschland - 2023: für die Single Feels - Griechenland - 2024: für die Single Pink + White - Irland - 2017: für die Autorenbeteiligung Havana - Italien - 2014: für die Single Liar Liar - Kanada - 2019: für die Single Come Get It Bae - 2019: für die Autorenbeteiligung Apeshit (The Carters) - 2023: für die Autorenbeteiligung Supermodel (SZA) - 2023: für die Single Lose Yourself to Dance - Mexiko - 2018: für die Single Safari - Neuseeland - 2002: für die Autorenbeteiligung Hot in Herre (Nelly) - 2014: für die Autorenbeteiligung Sing (Ed Sheeran) - 2024: für die Single Heatstroke - Österreich - 2013: für die Single Get Lucky - 2013: für die Single Blurred Lines - 2022: für die Single Feels - Polen - 2014: für das Album G I R L - Portugal - 2019: für die Single Feels - Schweden - 2014: für die Autorenbeteiligung Sing (Ed Sheeran) - Schweiz - 2017: für die Single Feels - 2024: für die Autorenbeteiligung Sing (Ed Sheeran) - Spanien - 2013: für das Streaming Get Lucky - 2014: für das Streaming Blurred Lines - 2017: für die Single Feels - 2024: für die Single Blurred Lines - Vereinigte Staaten - 2006: für den Mastertone Money Maker - 2017: für die Autorenbeteiligung Alright (Kendrick Lamar) - 2018: für die Single WTF (Where They From) - 2019: für die Autorenbeteiligung Apeshit (The Carters) - 2020: für die Single Move That Doh - 2021: für die Single Feds Watching - 2023: für die Single Lose Yourself to Dance - 2023: für die Single IFHY - 2023: für die Autorenbeteiligung I’m a Slave 4 U (Britney Spears) - 2024: für die Single Cash In Cash Out - Vereinigtes Königreich - 2014: für das Album G I R L - 2017: für die Single One (Your Name) - 2019: für die Autorenbeteiligung Hot in Herre (Nelly) - 2019: für die Single Drop It Like It’s Hot - Mexiko - 2024: für die Autorenbeteiligung Lo hecho está hecho (Shakira) - Australien - 2017: für die Autorenbeteiligung Rock Your Body (Justin Timberlake) - Belgien - 2014: für die Single Get Lucky - 2018: für die Autorenbeteiligung Havana (Camila Cabello) - Dänemark - 2024: für die Single Feels - 2024: für die Autorenbeteiligung Pink + White (Frank Ocean) - Frankreich - 2014: für das Album G I R L - Italien - 2014: für die Autorenbeteiligung Sing (Ed Sheeran) - 2017: für die Single Safari - 2017: für die Single Feels - 2018: für die Single Freedom - Japan - 2016: für die Single Happy (Digital) - Kanada - 2018: für die Autorenbeteiligung Lemon (N*E*R*D) - 2019: für das Album G I R L - 2021: für die Autorenbeteiligung Alright (Kendrick Lamar) - Neuseeland - 2024: für die Single Beautiful - Norwegen - 2013: für die Single Get Lucky - 2014: für die Single Blurred Lines - 2020: für die Autorenbeteiligung Havana (Camila Cabello) - Österreich - 2019: für die Autorenbeteiligung Havana (Camila Cabello) - Polen - 2016: für die Single Freedom - Portugal - 2021: für die Single Get Lucky - Schweden - 2013: für die Single Get Lucky - 2013: für die Single Blurred Lines - Spanien - 2014: für das Streaming Happy - Vereinigte Staaten - 2007: für den Mastertone Drop It Like It’s Hot - 2014: für die Autorenbeteiligung Hot in Herre (Nelly) - 2022: für die Single Money Maker - 2023: für die Autorenbeteiligung Supermodel (SZA) - 2024: für die Single Neon Guts - Vereinigtes Königreich - 2024: für die Autorenbeteiligung Rock Your Body (Justin Timberlake) - 2024: für die Autorenbeteiligung Pink + White (Frank Ocean) - Deutschland - 2015: für die Single Get Lucky | - Australien - 2015: für die Autorenbeteiligung Sing (Ed Sheeran) - 2024: für die Autorenbeteiligung Alright (Kendrick Lamar) - Brasilien - 2024: für die Single Blurred Lines - Dänemark - 2023: für die Autorenbeteiligung Havana (Camila Cabello) - Mexiko - 2014: für die Single Blurred Lines - 2023: für die Autorenbeteiligung Havana (Camila Cabello) - Neuseeland - 2018: für die Autorenbeteiligung Havana (Camila Cabello) - 2023: für die Single Drop It Like It’s Hot - Norwegen - 2013: für das Streaming Blurred Lines - 2014: für die Single Happy - Polen - 2019: für die Single Feels - Schweden - 2017: für die Single Feels - Schweiz - 2013: für die Single Blurred Lines - 2014: für die Single Get Lucky - 2014: für die Single Happy - Spanien - 2024: für die Single Get Lucky - Vereinigte Staaten - 2020: für die Single Feels - 2022: für die Autorenbeteiligung Lemon (N*E*R*D) - 2024: für die Autorenbeteiligung Sing (Ed Sheeran) - Vereinigtes Königreich - 2021: für die Autorenbeteiligung Sing (Ed Sheeran) - 2025: für die Single Feels - Belgien - 2016: für die Single Happy - Dänemark - 2014: für das Streaming Get Lucky - 2014: für das Streaming Blurred Lines - 2014: für das Streaming Happy - Deutschland - 2024: für die Single Blurred Lines - Italien - 2014: für die Single Blurred Lines - 2019: für die Autorenbeteiligung Havana (Camila Cabello) - Kanada - 2023: für die Autorenbeteiligung Sing (Ed Sheeran) - Mexiko - 2025: für die Single Happy - Neuseeland - 2023: für die Single Feels - Norwegen - 2021: für die Single Feels - Portugal - 2022: für die Autorenbeteiligung Havana (Camila Cabello) - Schweden - 2014: für die Single Happy - Spanien - 2015: für die Single Happy - 2017: für die Single Safari - 2024: für die Autorenbeteiligung Havana (Camila Cabello) - Vereinigtes Königreich - 2021: für die Autorenbeteiligung Havana (Camila Cabello) - 2022: für die Single Blurred Lines - Deutschland - 2023: für die Single Happy - Mexiko - 2021: für die Single Feels - Italien - 2014: für die Single Get Lucky - Neuseeland - 2024: für die Autorenbeteiligung Pink + White (Frank Ocean) - 2024: für die Single Get Lucky - Schweden - 2021: für die Autorenbeteiligung Havana (Camila Cabello) - Vereinigtes Königreich - 2025: für die Single Get Lucky - Australien - 2014: für die Single Get Lucky - 2023: für die Single Feels - Italien - 2014: für die Single Happy - Kanada - 2023: für die Single Feels - Neuseeland - 2015: für die Single Blurred Lines - Vereinigtes Königreich - 2023: für die Single Happy - Neuseeland - 2015: für die Single Happy - Schweiz - 2022: für die Autorenbeteiligung Havana (Camila Cabello) - Vereinigte Staaten - 2023: für die Single Get Lucky - Australien - 2014: für die Single Blurred Lines - Kanada - 2014: für die Single Blurred Lines - Australien - 2019: für die Autorenbeteiligung Havana (Camila Cabello) - Australien - 2016: für die Single Happy - Vereinigte Staaten - 2020: für die Single Happy - Brasilien - 2021: für die Single Feels - Deutschland - 2020: für die Autorenbeteiligung Havana (Camila Cabello) - Frankreich - 2013: für die Single Get Lucky - 2013: für die Single Blurred Lines - 2014: für die Single Happy - 2017: für die Single Feels - 2018: für die Autorenbeteiligung Havana (Camila Cabello) - Kanada - 2019: für die Single Happy - 2019: für die Autorenbeteiligung Havana (Camila Cabello) - 2023: für die Single Get Lucky - Mexiko - 2018: für die Single Safari - 2023: für die Autorenbeteiligung Havana (Camila Cabello) - 2025: für die Single Happy - Polen - 2018: für die Autorenbeteiligung Havana (Camila Cabello) - Vereinigte Staaten - 2018: für die Single Blurred Lines - 2021: für die Autorenbeteiligung Havana (Camila Cabello) - Brasilien - 2021: für die Autorenbeteiligung Havana (Camila Cabello) - Mexiko - 2024: für die Single Get Lucky |

## Auszeichnungen nach Alben

### In My Mind
| Land/Region                  | Auszeichnungen für Musikverkäufe (Land/Region, Auszeichnung, Verkäufe) | Verkäufe |
| ---------------------------- | ---------------------------------------------------------------------- | -------- |
| Vereinigtes Königreich (BPI) | Silber                                                                 | 60.000   |
| Insgesamt                    | 1× Silber ·                                                            | 60.000   |

### G I R L
| Land/Region                  | Auszeichnungen für Musikverkäufe (Land/Region, Auszeichnung, Verkäufe) | Verkäufe  |
| ---------------------------- | ---------------------------------------------------------------------- | --------- |
| Australien (ARIA)            | Gold                                                                   | 35.000    |
| Dänemark (IFPI)              | Platin                                                                 | 20.000    |
| Deutschland (BVMI)           | Gold                                                                   | 100.000   |
| Frankreich (SNEP)            | 2× Platin                                                              | 200.000   |
| Japan (RIAJ)                 | Gold                                                                   | 100.000   |
| Kanada (MC)                  | 2× Platin                                                              | 160.000   |
| Neuseeland (RMNZ)            | Gold                                                                   | 7.500     |
| Niederlande (NVPI)           | Gold                                                                   | 20.000    |
| Polen (ZPAV)                 | Platin                                                                 | 20.000    |
| Schweden (IFPI)              | Gold                                                                   | 20.000    |
| Schweiz (IFPI)               | Gold                                                                   | 15.000    |
| Vereinigte Staaten (RIAA)    | Gold                                                                   | 500.000   |
| Vereinigtes Königreich (BPI) | Platin                                                                 | 300.000   |
| Insgesamt                    | 8× Gold · 7× Platin ·                                                  | 1.497.500 |

## Auszeichnungen nach Singles

### I Just Wanna Love U (Give It To Me)
| Land/Region               | Auszeichnungen für Musikverkäufe (Land/Region, Auszeichnung, Verkäufe) | Verkäufe |
| ------------------------- | ---------------------------------------------------------------------- | -------- |
| Vereinigte Staaten (RIAA) | Gold                                                                   | 500.000  |
| Insgesamt                 | 1× Gold ·                                                              | 500.000  |

### Boys
| Land/Region       | Auszeichnungen für Musikverkäufe (Land/Region, Auszeichnung, Verkäufe) | Verkäufe |
| ----------------- | ---------------------------------------------------------------------- | -------- |
| Australien (ARIA) | Gold                                                                   | 35.000   |
| Insgesamt         | 1× Gold ·                                                              | 35.000   |

### Beautiful
| Land/Region                  | Auszeichnungen für Musikverkäufe (Land/Region, Auszeichnung, Verkäufe) | Verkäufe |
| ---------------------------- | ---------------------------------------------------------------------- | -------- |
| Australien (ARIA)            | Gold                                                                   | 35.000   |
| Neuseeland (RMNZ)            | 2× Platin                                                              | 60.000   |
| Vereinigtes Königreich (BPI) | Gold                                                                   | 400.000  |
| Insgesamt                    | 2× Gold · 2× Platin ·                                                  | 495.000  |

### Frontin’
| Land/Region                  | Auszeichnungen für Musikverkäufe (Land/Region, Auszeichnung, Verkäufe) | Verkäufe |
| ---------------------------- | ---------------------------------------------------------------------- | -------- |
| Vereinigtes Königreich (BPI) | Gold                                                                   | 400.000  |
| Insgesamt                    | 1× Gold ·                                                              | 400.000  |

### Drop It Like It’s Hot
| Land/Region                  | Auszeichnungen für Musikverkäufe (Land/Region, Auszeichnung, Verkäufe) | Verkäufe  |
| ---------------------------- | ---------------------------------------------------------------------- | --------- |
| Australien (ARIA)            | Gold                                                                   | 35.000    |
| Brasilien (PMB)              | Gold                                                                   | 30.000    |
| Dänemark (IFPI)              | Gold                                                                   | 45.000    |
| Deutschland (BVMI)           | Gold                                                                   | 150.000   |
| Italien (FIMI)               | Gold                                                                   | 25.000    |
| Neuseeland (RMNZ)            | 3× Platin                                                              | 90.000    |
| Österreich (IFPI)            | Gold                                                                   | 15.000    |
| Vereinigte Staaten (RIAA)    | Gold (Single) · + 2× Platin (Mastertone)                               | 2.500.000 |
| Vereinigtes Königreich (BPI) | Platin                                                                 | 600.000   |
| Insgesamt                    | 7× Gold · 6× Platin ·                                                  | 3.490.000 |

### Money Maker
| Land/Region               | Auszeichnungen für Musikverkäufe (Land/Region, Auszeichnung, Verkäufe) | Verkäufe  |
| ------------------------- | ---------------------------------------------------------------------- | --------- |
| Vereinigte Staaten (RIAA) | 2× Platin · + Platin (Mastertone)                                      | 3.000.000 |
| Insgesamt                 | 3× Platin ·                                                            | 3.000.000 |

### One (Your Name)
| Land/Region                  | Auszeichnungen für Musikverkäufe (Land/Region, Auszeichnung, Verkäufe) | Verkäufe |
| ---------------------------- | ---------------------------------------------------------------------- | -------- |
| Australien (ARIA)            | Platin                                                                 | 70.000   |
| Brasilien (PMB)              | Gold                                                                   | 30.000   |
| Deutschland (BVMI)           | Gold                                                                   | 150.000  |
| Vereinigtes Königreich (BPI) | Platin                                                                 | 600.000  |
| Insgesamt                    | 2× Gold · 2× Platin ·                                                  | 850.000  |

### Celebrate
| Land/Region    | Auszeichnungen für Musikverkäufe (Land/Region, Auszeichnung, Verkäufe) | Verkäufe |
| -------------- | ---------------------------------------------------------------------- | -------- |
| Italien (FIMI) | Gold                                                                   | 15.000   |
| Insgesamt      | 1× Gold ·                                                              | 15.000   |

### Blurred Lines
| Land/Region                  | Auszeichnungen für Musikverkäufe (Land/Region, Auszeichnung, Verkäufe) | Verkäufe   |
| ---------------------------- | ---------------------------------------------------------------------- | ---------- |
| Australien (ARIA)            | 9× Platin                                                              | 630.000    |
| Belgien (BRMA)               | Platin                                                                 | 30.000     |
| Brasilien (PMB)              | 3× Platin                                                              | 180.000    |
| Dänemark (IFPI)              | Platin                                                                 | 30.000     |
| Deutschland (BVMI)           | 4× Platin                                                              | 1.200.000  |
| Finnland (IFPI)              | —                                                                      | 18.590     |
| Frankreich (SNEP)            | Diamant                                                                | 292.500    |
| Italien (FIMI)               | 4× Platin                                                              | 120.000    |
| Kanada (MC)                  | 9× Platin                                                              | 720.000    |
| Mexiko (AMPROFON)            | 3× Platin                                                              | 120.000    |
| Neuseeland (RMNZ)            | 6× Platin                                                              | 90.000     |
| Norwegen (IFPI)              | 2× Platin                                                              | 20.000     |
| Österreich (IFPI)            | Platin                                                                 | 30.000     |
| Schweden (IFPI)              | 2× Platin                                                              | 80.000     |
| Schweiz (IFPI)               | 3× Platin                                                              | 90.000     |
| Spanien (Promusicae)         | Platin                                                                 | 60.000     |
| Vereinigte Staaten (RIAA)    | Diamant                                                                | 10.000.000 |
| Vereinigtes Königreich (BPI) | 4× Platin                                                              | 2.400.000  |
| Insgesamt                    | 53× Platin · 2× Diamant ·                                              | 15.991.090 |

### IFHY
| Land/Region               | Auszeichnungen für Musikverkäufe (Land/Region, Auszeichnung, Verkäufe) | Verkäufe  |
| ------------------------- | ---------------------------------------------------------------------- | --------- |
| Neuseeland (RMNZ)         | Gold                                                                   | 15.000    |
| Vereinigte Staaten (RIAA) | Platin                                                                 | 1.000.000 |
| Insgesamt                 | 1× Gold · 1× Platin ·                                                  | 1.015.000 |

### Get Lucky
| Land/Region                  | Auszeichnungen für Musikverkäufe (Land/Region, Auszeichnung, Verkäufe) | Verkäufe   |
| ---------------------------- | ---------------------------------------------------------------------- | ---------- |
| Australien (ARIA)            | 6× Platin                                                              | 420.000    |
| Belgien (BRMA)               | 2× Platin                                                              | 60.000     |
| Dänemark (IFPI)              | Platin                                                                 | 30.000     |
| Deutschland (BVMI)           | 5× Gold                                                                | 750.000    |
| Finnland (IFPI)              | Gold                                                                   | 53.429     |
| Frankreich (SNEP)            | Diamant                                                                | 423.700    |
| Italien (FIMI)               | 5× Platin                                                              | 150.000    |
| Kanada (MC)                  | Diamant                                                                | 800.000    |
| Mexiko (AMPROFON)            | 3× Diamant                                                             | 900.000    |
| Neuseeland (RMNZ)            | 5× Platin                                                              | 150.000    |
| Norwegen (IFPI)              | 2× Platin                                                              | 20.000     |
| Österreich (IFPI)            | Platin                                                                 | 30.000     |
| Portugal (AFP)               | 2× Platin                                                              | 20.000     |
| Schweden (IFPI)              | 2× Platin                                                              | 80.000     |
| Schweiz (IFPI)               | 3× Platin                                                              | 90.000     |
| Spanien (Promusicae)         | 3× Platin                                                              | 180.000    |
| Vereinigte Staaten (RIAA)    | 8× Platin                                                              | 8.000.000  |
| Vereinigtes Königreich (BPI) | 5× Platin                                                              | 3.000.000  |
| Insgesamt                    | 2× Gold · 47× Platin · 5× Diamant ·                                    | 15.157.129 |

### Lose Yourself to Dance
| Land/Region                  | Auszeichnungen für Musikverkäufe (Land/Region, Auszeichnung, Verkäufe) | Verkäufe  |
| ---------------------------- | ---------------------------------------------------------------------- | --------- |
| Dänemark (IFPI)              | Gold                                                                   | 45.000    |
| Italien (FIMI)               | Gold                                                                   | 15.000    |
| Kanada (MC)                  | Platin                                                                 | 80.000    |
| Mexiko (AMPROFON)            | Gold                                                                   | 30.000    |
| Neuseeland (RMNZ)            | Gold                                                                   | 15.000    |
| Vereinigte Staaten (RIAA)    | Platin                                                                 | 1.000.000 |
| Vereinigtes Königreich (BPI) | Silber                                                                 | 200.000   |
| Insgesamt                    | 1× Silber · 4× Gold · 2× Platin ·                                      | 1.385.000 |

### Feds Watching
| Land/Region               | Auszeichnungen für Musikverkäufe (Land/Region, Auszeichnung, Verkäufe) | Verkäufe  |
| ------------------------- | ---------------------------------------------------------------------- | --------- |
| Vereinigte Staaten (RIAA) | Platin                                                                 | 1.000.000 |
| Insgesamt                 | 1× Platin ·                                                            | 1.000.000 |

### Happy
| Land/Region                  | Auszeichnungen für Musikverkäufe (Land/Region, Auszeichnung, Verkäufe) | Verkäufe   |
| ---------------------------- | ---------------------------------------------------------------------- | ---------- |
| Australien (ARIA)            | 11× Platin                                                             | 770.000    |
| Belgien (BRMA)               | 4× Platin                                                              | 120.000    |
| Dänemark (IFPI)              | Platin                                                                 | 30.000     |
| Deutschland (BVMI)           | 9× Gold                                                                | 1.350.000  |
| Frankreich (SNEP)            | Diamant                                                                | 414.700    |
| Italien (FIMI)               | 6× Platin                                                              | 180.000    |
| Japan (RIAJ)                 | 2× Platin                                                              | 500.000    |
| Kanada (MC)                  | Diamant                                                                | 800.000    |
| Mexiko (AMPROFON)            | Diamant · + 4× Platinum                                                | 540.000    |
| Neuseeland (RMNZ)            | 7× Platin                                                              | 105.000    |
| Norwegen (IFPI)              | 3× Platin                                                              | 30.000     |
| Österreich (IFPI)            | Gold                                                                   | 15.000     |
| Portugal (AFP)               | Gold                                                                   | 5.000      |
| Schweden (IFPI)              | 4× Platin                                                              | 160.000    |
| Spanien (Promusicae)         | 4× Platin                                                              | 160.000    |
| Schweiz (IFPI)               | 3× Platin                                                              | 90.000     |
| Vereinigte Staaten (RIAA)    | 11× Platin                                                             | 11.000.000 |
| Vereinigtes Königreich (BPI) | 6× Platin                                                              | 3.600.000  |
| Insgesamt                    | 3× Gold · 60× Platin · 4× Diamant ·                                    | 18.689.700 |

### Liar Liar
| Land/Region    | Auszeichnungen für Musikverkäufe (Land/Region, Auszeichnung, Verkäufe) | Verkäufe |
| -------------- | ---------------------------------------------------------------------- | -------- |
| Italien (FIMI) | Platin                                                                 | 30.000   |
| Insgesamt      | 1× Platin ·                                                            | 30.000   |

### Move That Doh
| Land/Region               | Auszeichnungen für Musikverkäufe (Land/Region, Auszeichnung, Verkäufe) | Verkäufe  |
| ------------------------- | ---------------------------------------------------------------------- | --------- |
| Vereinigte Staaten (RIAA) | Platin                                                                 | 1.000.000 |
| Insgesamt                 | 1× Platin ·                                                            | 1.000.000 |

### Marilyn Monroe
| Land/Region        | Auszeichnungen für Musikverkäufe (Land/Region, Auszeichnung, Verkäufe) | Verkäufe |
| ------------------ | ---------------------------------------------------------------------- | -------- |
| Australien (ARIA)  | Gold                                                                   | 35.000   |
| Deutschland (BVMI) | Gold                                                                   | 150.000  |
| Insgesamt          | 2× Gold ·                                                              | 185.000  |

### Come Get It Bae
| Land/Region               | Auszeichnungen für Musikverkäufe (Land/Region, Auszeichnung, Verkäufe) | Verkäufe |
| ------------------------- | ---------------------------------------------------------------------- | -------- |
| Kanada (MC)               | Platin                                                                 | 80.000   |
| Neuseeland (RMNZ)         | Gold                                                                   | 7.500    |
| Vereinigte Staaten (RIAA) | Gold                                                                   | 500.000  |
| Insgesamt                 | 2× Gold · 1× Platin ·                                                  | 587.500  |

### Freedom
| Land/Region                  | Auszeichnungen für Musikverkäufe (Land/Region, Auszeichnung, Verkäufe) | Verkäufe |
| ---------------------------- | ---------------------------------------------------------------------- | -------- |
| Belgien (BRMA)               | Gold                                                                   | 15.000   |
| Frankreich (SNEP)            | —                                                                      | 23.200   |
| Italien (FIMI)               | 2× Platin                                                              | 100.000  |
| Polen (ZPAV)                 | 2× Platin                                                              | 40.000   |
| Vereinigtes Königreich (BPI) | Silber                                                                 | 200.000  |
| Insgesamt                    | 1× Silber · 1× Gold · 4× Platin ·                                      | 378.200  |

### WTF (Where They From)
| Land/Region               | Auszeichnungen für Musikverkäufe (Land/Region, Auszeichnung, Verkäufe) | Verkäufe |
| ------------------------- | ---------------------------------------------------------------------- | -------- |
| Vereinigte Staaten (RIAA) | Gold                                                                   | 500.000  |
| Insgesamt                 | 1× Gold ·                                                              | 500.000  |

### Safari
| Land/Region          | Auszeichnungen für Musikverkäufe (Land/Region, Auszeichnung, Verkäufe) | Verkäufe |
| -------------------- | ---------------------------------------------------------------------- | -------- |
| Argentinien (CAPIF)  | Platin                                                                 | 20.000   |
| Brasilien (PMB)      | Platin                                                                 | 60.000   |
| Chile (IFPI)         | Platin                                                                 | 80.000   |
| Frankreich (SNEP)    | Gold                                                                   | 100.000  |
| Italien (FIMI)       | 2× Platin                                                              | 100.000  |
| Mexiko (AMPROFON)    | Diamant · + Platin                                                     | 360.000  |
| Portugal (AFP)       | Gold                                                                   | 5.000    |
| Spanien (Promusicae) | 4× Platin                                                              | 160.000  |
| Insgesamt            | 2× Gold · 10× Platin · 1× Diamant ·                                    | 885.000  |

### Heatstroke
| Land/Region                  | Auszeichnungen für Musikverkäufe (Land/Region, Auszeichnung, Verkäufe) | Verkäufe |
| ---------------------------- | ---------------------------------------------------------------------- | -------- |
| Australien (ARIA)            | Platin                                                                 | 70.000   |
| Kanada (MC)                  | Gold                                                                   | 40.000   |
| Mexiko (AMPROFON)            | Gold                                                                   | 30.000   |
| Neuseeland (RMNZ)            | Platin                                                                 | 30.000   |
| Vereinigte Staaten (RIAA)    | Gold                                                                   | 500.000  |
| Vereinigtes Königreich (BPI) | Silber                                                                 | 200.000  |
| Insgesamt                    | 1× Silber · 3× Gold · 2× Platin ·                                      | 870.000  |

### Feels
| Land/Region                  | Auszeichnungen für Musikverkäufe (Land/Region, Auszeichnung, Verkäufe) | Verkäufe  |
| ---------------------------- | ---------------------------------------------------------------------- | --------- |
| Australien (ARIA)            | 6× Platin                                                              | 420.000   |
| Belgien (BRMA)               | Platin                                                                 | 30.000    |
| Brasilien (PMB)              | Diamant                                                                | 160.000   |
| Dänemark (IFPI)              | 2× Platin                                                              | 180.000   |
| Deutschland (BVMI)           | Platin                                                                 | 400.000   |
| Frankreich (SNEP)            | Diamant                                                                | 233.333   |
| Italien (FIMI)               | 2× Platin                                                              | 100.000   |
| Kanada (MC)                  | 6× Platin                                                              | 480.000   |
| Mexiko (AMPROFON)            | 9× Gold                                                                | 270.000   |
| Neuseeland (RMNZ)            | 4× Platin                                                              | 120.000   |
| Norwegen (IFPI)              | 4× Platin                                                              | 240.000   |
| Österreich (IFPI)            | Platin                                                                 | 30.000    |
| Polen (ZPAV)                 | 3× Platin                                                              | 60.000    |
| Portugal (AFP)               | Platin                                                                 | 10.000    |
| Schweden (IFPI)              | 3× Platin                                                              | 120.000   |
| Schweiz (IFPI)               | Platin                                                                 | 20.000    |
| Spanien (Promusicae)         | Platin                                                                 | 40.000    |
| Vereinigte Staaten (RIAA)    | 3× Platin                                                              | 3.000.000 |
| Vereinigtes Königreich (BPI) | 3× Platin                                                              | 1.800.000 |
| Insgesamt                    | 1× Gold · 46× Platin · 2× Diamant ·                                    | 7.713.333 |

### Aries (YuGo) Part 2
| Land/Region     | Auszeichnungen für Musikverkäufe (Land/Region, Auszeichnung, Verkäufe) | Verkäufe |
| --------------- | ---------------------------------------------------------------------- | -------- |
| Brasilien (PMB) | Gold                                                                   | 30.000   |
| Insgesamt       | 1× Gold ·                                                              | 30.000   |

### Sangria Wine
| Land/Region       | Auszeichnungen für Musikverkäufe (Land/Region, Auszeichnung, Verkäufe) | Verkäufe |
| ----------------- | ---------------------------------------------------------------------- | -------- |
| Brasilien (PMB)   | Platin                                                                 | 40.000   |
| Mexiko (AMPROFON) | Gold                                                                   | 30.000   |
| Insgesamt         | 1× Gold · 1× Platin ·                                                  | 70.000   |

### Neon Guts
| Land/Region               | Auszeichnungen für Musikverkäufe (Land/Region, Auszeichnung, Verkäufe) | Verkäufe  |
| ------------------------- | ---------------------------------------------------------------------- | --------- |
| Vereinigte Staaten (RIAA) | 2× Platin                                                              | 2.000.000 |
| Insgesamt                 | 2× Platin ·                                                            | 2.000.000 |

### Cash In Cash Out
| Land/Region               | Auszeichnungen für Musikverkäufe (Land/Region, Auszeichnung, Verkäufe) | Verkäufe  |
| ------------------------- | ---------------------------------------------------------------------- | --------- |
| Vereinigte Staaten (RIAA) | Platin                                                                 | 1.000.000 |
| Insgesamt                 | 1× Platin ·                                                            | 1.000.000 |

### Stay with Me
| Land/Region                  | Auszeichnungen für Musikverkäufe (Land/Region, Auszeichnung, Verkäufe) | Verkäufe |
| ---------------------------- | ---------------------------------------------------------------------- | -------- |
| Australien (ARIA)            | Gold                                                                   | 35.000   |
| Brasilien (PMB)              | Gold                                                                   | 20.000   |
| Vereinigtes Königreich (BPI) | Silber                                                                 | 200.000  |
| Insgesamt                    | 1× Silber · 2× Gold ·                                                  | 255.000  |

### Doctor (Work It Out)
| Land/Region     | Auszeichnungen für Musikverkäufe (Land/Region, Auszeichnung, Verkäufe) | Verkäufe |
| --------------- | ---------------------------------------------------------------------- | -------- |
| Brasilien (PMB) | Gold                                                                   | 20.000   |
| Insgesamt       | 1× Gold ·                                                              | 20.000   |

## Auszeichnungen nach Liedern

### Juggernaut
| Land/Region               | Auszeichnungen für Musikverkäufe (Land/Region, Auszeichnung, Verkäufe) | Verkäufe |
| ------------------------- | ---------------------------------------------------------------------- | -------- |
| Vereinigte Staaten (RIAA) | Gold                                                                   | 500.000  |
| Insgesamt                 | 1× Gold ·                                                              | 500.000  |

## Auszeichnungen nach Autorenbeteiligungen

### I’m a Slave 4 U(Britney Spears)
| Land/Region                  | Auszeichnungen für Musikverkäufe (Land/Region, Auszeichnung, Verkäufe) | Verkäufe  |
| ---------------------------- | ---------------------------------------------------------------------- | --------- |
| Australien (ARIA)            | Gold                                                                   | 35.000    |
| Belgien (BRMA)               | Gold                                                                   | 25.000    |
| Frankreich (SNEP)            | Silber                                                                 | 125.000   |
| Norwegen (IFPI)              | Gold                                                                   | 5.000     |
| Schweden (IFPI)              | Gold                                                                   | 15.000    |
| Vereinigte Staaten (RIAA)    | Platin                                                                 | 1.000.000 |
| Vereinigtes Königreich (BPI) | Gold                                                                   | 400.000   |
| Insgesamt                    | 1× Silber · 5× Gold · 1× Platin ·                                      | 1.605.000 |

### Hot in Herre(Nelly)
| Land/Region                  | Auszeichnungen für Musikverkäufe (Land/Region, Auszeichnung, Verkäufe) | Verkäufe  |
| ---------------------------- | ---------------------------------------------------------------------- | --------- |
| Australien (ARIA)            | Platin                                                                 | 70.000    |
| Dänemark (IFPI)              | Gold                                                                   | 45.000    |
| Deutschland (BVMI)           | Gold                                                                   | 250.000   |
| Neuseeland (RMNZ)            | Platin                                                                 | 10.000    |
| Vereinigte Staaten (RIAA)    | 2× Platin                                                              | 2.000.000 |
| Vereinigtes Königreich (BPI) | Platin                                                                 | 600.000   |
| Insgesamt                    | 2× Gold · 5× Platin ·                                                  | 2.975.000 |

### Work It Out(Beyoncé)
| Land/Region       | Auszeichnungen für Musikverkäufe (Land/Region, Auszeichnung, Verkäufe) | Verkäufe |
| ----------------- | ---------------------------------------------------------------------- | -------- |
| Australien (ARIA) | Gold                                                                   | 35.000   |
| Norwegen (IFPI)   | Gold                                                                   | 5.000    |
| Insgesamt         | 2× Gold ·                                                              | 40.000   |

### Rock Your Body(Justin Timberlake)
| Land/Region                  | Auszeichnungen für Musikverkäufe (Land/Region, Auszeichnung, Verkäufe) | Verkäufe  |
| ---------------------------- | ---------------------------------------------------------------------- | --------- |
| Australien (ARIA)            | 2× Platin                                                              | 140.000   |
| Brasilien (PMB)              | Gold                                                                   | 30.000    |
| Dänemark (IFPI)              | Platin                                                                 | 90.000    |
| Neuseeland (RMNZ)            | Gold                                                                   | 5.000     |
| Vereinigte Staaten (RIAA)    | Gold                                                                   | 2.000.000 |
| Vereinigtes Königreich (BPI) | 2× Platin                                                              | 1.200.000 |
| Insgesamt                    | 3× Gold · 5× Platin ·                                                  | 3.465.000 |

### Señorita (Justin Timberlake)
| Land/Region                  | Auszeichnungen für Musikverkäufe (Land/Region, Auszeichnung, Verkäufe) | Verkäufe |
| ---------------------------- | ---------------------------------------------------------------------- | -------- |
| Australien (ARIA)            | Platin                                                                 | 70.000   |
| Dänemark (IFPI)              | Gold                                                                   | 45.000   |
| Vereinigtes Königreich (BPI) | Gold                                                                   | 400.000  |
| Insgesamt                    | 2× Gold · 1× Platin ·                                                  | 515.000  |

### She Wants to Move (N.E.R.D)
| Land/Region                  | Auszeichnungen für Musikverkäufe (Land/Region, Auszeichnung, Verkäufe) | Verkäufe |
| ---------------------------- | ---------------------------------------------------------------------- | -------- |
| Vereinigtes Königreich (BPI) | Silber                                                                 | 200.000  |
| Insgesamt                    | 1× Silber ·                                                            | 200.000  |

### Give It 2 Me (Madonna)
| Land/Region                  | Auszeichnungen für Musikverkäufe (Land/Region, Auszeichnung, Verkäufe) | Verkäufe |
| ---------------------------- | ---------------------------------------------------------------------- | -------- |
| Brasilien (PMB)              | Platin                                                                 | 60.000   |
| Dänemark (IFPI)              | Platin                                                                 | 15.000   |
| Finnland (IFPI)              | —                                                                      | 3.434    |
| Spanien (Promusicae)         | Gold (Single) · + Gold (Ringtone)                                      | 20.000   |
| Vereinigte Staaten (RIAA)    | —                                                                      | 316.000  |
| Vereinigtes Königreich (BPI) | Silber                                                                 | 200.000  |
| Insgesamt                    | 1× Silber · 2× Gold · 2× Platin ·                                      | 634.434  |

### Beat Goes On (Madonna)
| Land/Region     | Auszeichnungen für Musikverkäufe (Land/Region, Auszeichnung, Verkäufe) | Verkäufe |
| --------------- | ---------------------------------------------------------------------- | -------- |
| Brasilien (PMB) | Platin                                                                 | 60.000   |
| Insgesamt       | 1× Platin ·                                                            | 60.000   |

### Candy Shop (Madonna)
| Land/Region     | Auszeichnungen für Musikverkäufe (Land/Region, Auszeichnung, Verkäufe) | Verkäufe |
| --------------- | ---------------------------------------------------------------------- | -------- |
| Brasilien (PMB) | Platin                                                                 | 60.000   |
| Insgesamt       | 1× Platin ·                                                            | 60.000   |

### Did It Again / Lo hecho está hecho (Shakira)
| Land/Region          | Auszeichnungen für Musikverkäufe (Land/Region, Auszeichnung, Verkäufe) | Verkäufe |
| -------------------- | ---------------------------------------------------------------------- | -------- |
| Mexiko (AMPROFON)    | 3× Gold                                                                | 90.000   |
| Spanien (Promusicae) | Gold                                                                   | 20.000   |
| Insgesamt            | 2× Gold · 1× Platin ·                                                  | 110.000  |

### Sing (Ed Sheeran)
| Land/Region                  | Auszeichnungen für Musikverkäufe (Land/Region, Auszeichnung, Verkäufe) | Verkäufe  |
| ---------------------------- | ---------------------------------------------------------------------- | --------- |
| Australien (ARIA)            | 3× Platin                                                              | 210.000   |
| Deutschland (BVMI)           | Gold                                                                   | 150.000   |
| Frankreich (SNEP)            | —                                                                      | 52.100    |
| Irland (IRMA)                | Gold                                                                   | 7.500     |
| Italien (FIMI)               | 2× Platin                                                              | 60.000    |
| Kanada (MC)                  | 4× Platin                                                              | 320.000   |
| Neuseeland (RMNZ)            | Platin                                                                 | 15.000    |
| Schweden (IFPI)              | Platin                                                                 | 40.000    |
| Österreich (IFPI)            | Gold                                                                   | 15.000    |
| Schweiz (IFPI)               | Platin                                                                 | 30.000    |
| Spanien (Promusicae)         | Gold                                                                   | 20.000    |
| Vereinigte Staaten (RIAA)    | 3× Platin                                                              | 3.000.000 |
| Vereinigtes Königreich (BPI) | 3× Platin                                                              | 1.800.000 |
| Insgesamt                    | 4× Gold · 18× Platin ·                                                 | 5.719.600 |

### Alright (Kendrick Lamar)
| Land/Region                  | Auszeichnungen für Musikverkäufe (Land/Region, Auszeichnung, Verkäufe) | Verkäufe  |
| ---------------------------- | ---------------------------------------------------------------------- | --------- |
| Australien (ARIA)            | 3× Platin                                                              | 210.000   |
| Brasilien (PMB)              | Gold                                                                   | 30.000    |
| Dänemark (IFPI)              | Gold                                                                   | 45.000    |
| Kanada (MC)                  | 2× Platin                                                              | 160.000   |
| Polen (ZPAV)                 | Gold                                                                   | 25.000    |
| Vereinigte Staaten (RIAA)    | Platin                                                                 | 1.000.000 |
| Vereinigtes Königreich (BPI) | Gold                                                                   | 400.000   |
| Insgesamt                    | 4× Gold · 6× Platin ·                                                  | 1.870.000 |

### Pink + White (Frank Ocean)
| Land/Region                  | Auszeichnungen für Musikverkäufe (Land/Region, Auszeichnung, Verkäufe) | Verkäufe  |
| ---------------------------- | ---------------------------------------------------------------------- | --------- |
| Dänemark (IFPI)              | 2× Platin                                                              | 180.000   |
| Griechenland (IFPI)          | Platin                                                                 | 20.000    |
| Italien (FIMI)               | Gold                                                                   | 50.000    |
| Neuseeland (RMNZ)            | 5× Platin                                                              | 150.000   |
| Spanien (Promusicae)         | Gold                                                                   | 30.000    |
| Vereinigtes Königreich (BPI) | 2× Platin                                                              | 1.200.000 |
| Insgesamt                    | 2× Gold · 10× Platin ·                                                 | 1.630.000 |

### Supermodel (SZA)
| Land/Region                  | Auszeichnungen für Musikverkäufe (Land/Region, Auszeichnung, Verkäufe) | Verkäufe  |
| ---------------------------- | ---------------------------------------------------------------------- | --------- |
| Kanada (MC)                  | Platin                                                                 | 80.000    |
| Vereinigte Staaten (RIAA)    | 2× Platin                                                              | 2.000.000 |
| Vereinigtes Königreich (BPI) | Silber                                                                 | 200.000   |
| Insgesamt                    | 1× Silber · 3× Platin ·                                                | 2.280.000 |

### Havana(Camila Cabello)
| Land/Region                  | Auszeichnungen für Musikverkäufe (Land/Region, Auszeichnung, Verkäufe) | Verkäufe   |
| ---------------------------- | ---------------------------------------------------------------------- | ---------- |
| Australien (ARIA)            | 10× Platin                                                             | 700.000    |
| Belgien (BRMA)               | 2× Platin                                                              | 60.000     |
| Brasilien (PMB)              | 3× Diamant                                                             | 480.000    |
| Chile (IFPI)                 | Gold                                                                   | 40.000     |
| Dänemark (IFPI)              | 3× Platin                                                              | 270.000    |
| Deutschland (BVMI)           | Diamant                                                                | 1.000.000  |
| Frankreich (SNEP)            | Diamant                                                                | 233.333    |
| Irland (IRMA)                | Platin                                                                 | 15.000     |
| Italien (FIMI)               | 4× Platin                                                              | 200.000    |
| Kanada (MC)                  | Diamant                                                                | 800.000    |
| Mexiko (AMPROFON)            | Diamant · + 3× Platin                                                  | 480.000    |
| Neuseeland (RMNZ)            | 3× Platin                                                              | 90.000     |
| Norwegen (IFPI)              | 2× Platin                                                              | 120.000    |
| Österreich (IFPI)            | 2× Platin                                                              | 60.000     |
| Peru (UNIMPRO)               | Gold                                                                   | 3.000      |
| Polen (ZPAV)                 | Diamant                                                                | 100.000    |
| Portugal (AFP)               | 4× Platin                                                              | 40.000     |
| Schweden (IFPI)              | 5× Platin                                                              | 400.000    |
| Schweiz (IFPI)               | 7× Platin                                                              | 140.000    |
| Spanien (Promusicae)         | 4× Platin                                                              | 240.000    |
| Vereinigte Staaten (RIAA)    | Diamant                                                                | 10.000.000 |
| Vereinigtes Königreich (BPI) | 4× Platin                                                              | 2.490.000  |
| Insgesamt                    | 2× Gold · 53× Platin · 9× Diamant ·                                    | 18.861.333 |

### Lemon (N.E.R.D)
| Land/Region                  | Auszeichnungen für Musikverkäufe (Land/Region, Auszeichnung, Verkäufe) | Verkäufe  |
| ---------------------------- | ---------------------------------------------------------------------- | --------- |
| Australien (ARIA)            | Platin                                                                 | 70.000    |
| Kanada (MC)                  | 2× Platin                                                              | 160.000   |
| Neuseeland (RMNZ)            | Gold                                                                   | 15.000    |
| Polen (ZPAV)                 | Gold                                                                   | 10.000    |
| Vereinigte Staaten (RIAA)    | 3× Platin                                                              | 3.000.000 |
| Vereinigtes Königreich (BPI) | Gold                                                                   | 400.000   |
| Insgesamt                    | 3× Gold · 6× Platin ·                                                  | 3.655.000 |

### Apeshit (The Carters)
| Land/Region                  | Auszeichnungen für Musikverkäufe (Land/Region, Auszeichnung, Verkäufe) | Verkäufe  |
| ---------------------------- | ---------------------------------------------------------------------- | --------- |
| Frankreich (SNEP)            | Gold                                                                   | 100.000   |
| Kanada (MC)                  | Platin                                                                 | 80.000    |
| Polen (ZPAV)                 | Gold                                                                   | 10.000    |
| Vereinigte Staaten (RIAA)    | Platin                                                                 | 1.000.000 |
| Vereinigtes Königreich (BPI) | Silber                                                                 | 200.000   |
| Insgesamt                    | 1× Silber · 2× Gold · 2× Platin ·                                      | 1.390.000 |

## Auszeichnungen nach Musikstreamings

### Blurred Lines
| Land/Region          | Auszeichnungen für Musikverkäufe (Land/Region, Auszeichnung, Verkäufe) | Verkäufe   |
| -------------------- | ---------------------------------------------------------------------- | ---------- |
| Dänemark (IFPI)      | 4× Platin                                                              | 7.200.000  |
| Norwegen (IFPI)      | 3× Platin                                                              | —          |
| Spanien (Promusicae) | Platin                                                                 | 8.000.000  |
| Insgesamt            | 8× Platin ·                                                            | 15.200.000 |

### Get Lucky
| Land/Region          | Auszeichnungen für Musikverkäufe (Land/Region, Auszeichnung, Verkäufe) | Verkäufe   |
| -------------------- | ---------------------------------------------------------------------- | ---------- |
| Dänemark (IFPI)      | 4× Platin                                                              | 7.200.000  |
| Spanien (Promusicae) | Platin                                                                 | 8.000.000  |
| Insgesamt            | 5× Platin ·                                                            | 15.200.000 |

### Happy
| Land/Region          | Auszeichnungen für Musikverkäufe (Land/Region, Auszeichnung, Verkäufe) | Verkäufe   |
| -------------------- | ---------------------------------------------------------------------- | ---------- |
| Dänemark (IFPI)      | 4× Platin                                                              | 10.400.000 |
| Japan (RIAJ)         | Gold                                                                   | 50.000.000 |
| Spanien (Promusicae) | 2× Platin                                                              | 16.000.000 |
| Insgesamt            | 1× Gold · 6× Platin ·                                                  | 76.400.000 |

### Havana
| Land/Region  | Auszeichnungen für Musikverkäufe (Land/Region, Auszeichnung, Verkäufe) | Verkäufe   |
| ------------ | ---------------------------------------------------------------------- | ---------- |
| Japan (RIAJ) | Gold                                                                   | 50.000.000 |
| Insgesamt    | 1× Gold ·                                                              | 50.000.000 |

### Marilyn Monroe
| Land/Region     | Auszeichnungen für Musikverkäufe (Land/Region, Auszeichnung, Verkäufe) | Verkäufe  |
| --------------- | ---------------------------------------------------------------------- | --------- |
| Dänemark (IFPI) | Gold                                                                   | 1.300.000 |
| Insgesamt       | 1× Gold ·                                                              | 1.300.000 |

### Sing
| Land/Region          | Auszeichnungen für Musikverkäufe (Land/Region, Auszeichnung, Verkäufe) | Verkäufe  |
| -------------------- | ---------------------------------------------------------------------- | --------- |
| Dänemark (IFPI)      | Platin                                                                 | 2.600.000 |
| Spanien (Promusicae) | Gold                                                                   | 4.000.000 |
| Insgesamt            | 1× Gold · 1× Platin ·                                                  | 6.600.000 |

## Statistik und Quellen
| Land/RegionAuszeichnungen für Musikverkäufe (Land/Region, Auszeichnungen, Verkäufe, Quellen) | Silber       | Gold       | Platin         | Diamant       | Verkäufe   | Quellen                               |
| -------------------------------------------------------------------------------------------- | ------------ | ---------- | -------------- | ------------- | ---------- | ------------------------------------- |
| Argentinien (CAPIF)                                                                          | —            | —          | Platin1        | —             | 20.000     | Einzelnachweise                       |
| Australien (ARIA)                                                                            | —            | 8× Gold8   | 55× Platin55   | —             | 4.095.000  | aria.com.au                           |
| Belgien (BRMA)                                                                               | —            | 2× Gold2   | 10× Platin10   | —             | 340.000    | ultratop.be                           |
| Brasilien (PMB)                                                                              | —            | 7× Gold7   | 8× Platin8     | 4× Diamant4   | 1.250.000  | pro-musicabr.org.br                   |
| Chile (IFPI)                                                                                 | —            | Gold1      | Platin1        | —             | 120.000    | Einzelnachweise                       |
| Dänemark (IFPI)                                                                              | —            | 6× Gold6   | 26× Platin26   | —             | 1.070.000  | ifpi.dk                               |
| Deutschland (BVMI)                                                                           | —            | 8× Gold8   | 11× Platin11   | Diamant1      | 5.650.000  | musikindustrie.de                     |
| Finnland (IFPI)                                                                              | —            | Gold1      | —              | —             | 75.453     | ifpi.fi                               |
| Frankreich (SNEP)                                                                            | Silber1      | 2× Gold2   | 2× Platin2     | 5× Diamant5   | 2.197.866  | infodisc.fr snepmusique.com           |
| Griechenland (IFPI)                                                                          | —            | —          | Platin1        | —             | 20.000     | Einzelnachweise                       |
| Irland (IRMA)                                                                                | —            | Gold1      | Platin1        | —             | 22.500     | Einzelnachweise                       |
| Italien (FIMI)                                                                               | —            | 4× Gold4   | 28× Platin28   | —             | 1.045.000  | fimi.it                               |
| Japan (RIAJ)                                                                                 | —            | 3× Gold3   | 2× Platin2     | —             | 600.000    | riaj.or.jp JP2 JP3                    |
| Kanada (MC)                                                                                  | —            | Gold1      | 29× Platin29   | 3× Diamant3   | 4.880.000  | musiccanada.com                       |
| Mexiko (AMPROFON)                                                                            | —            | 5× Gold5   | 16× Platin16   | 6× Diamant6   | 2.850.000  | amprofon.com.mx                       |
| Neuseeland (RMNZ)                                                                            | —            | 6× Gold6   | 38× Platin38   | —             | 975.000    | aotearoamusiccharts.co.nz NZ2 NZ3 NZ4 |
| Niederlande (NVPI)                                                                           | —            | Gold1      | —              | —             | 20.000     | nvpi.nl                               |
| Norwegen (IFPI)                                                                              | —            | 2× Gold2   | 16× Platin16   | —             | 440.000    | ifpi.no NO2                           |
| Österreich (IFPI)                                                                            | —            | 3× Gold3   | 5× Platin5     | —             | 195.000    | ifpi.at                               |
| Peru (UNIMPRO)                                                                               | —            | Gold1      | —              | —             | 3.000      | Einzelnachweise                       |
| Polen (ZPAV)                                                                                 | —            | 3× Gold3   | 6× Platin6     | Diamant1      | 265.000    | olis.pl                               |
| Portugal (AFP)                                                                               | —            | 2× Gold2   | 7× Platin7     | —             | 80.000     | Einzelnachweise                       |
| Schweden (IFPI)                                                                              | —            | 2× Gold2   | 17× Platin17   | —             | 915.000    | sverigetopplistan.se                  |
| Schweiz (IFPI)                                                                               | —            | Gold1      | 18× Platin18   | —             | 475.000    | hitparade.ch                          |
| Spanien (Promusicae)                                                                         | —            | 6× Gold6   | 21× Platin21   | —             | 950.000    | elportaldemusica.es ES2               |
| Vereinigte Staaten (RIAA)                                                                    | —            | 7× Gold7   | 38× Platin38   | 3× Diamant3   | 72.391.000 | riaa.com                              |
| Vereinigtes Königreich (BPI)                                                                 | 9× Silber9   | 6× Gold6   | 33× Platin33   | —             | 23.650.000 | bpi.co.uk                             |
| Insgesamt                                                                                    | 10× Silber10 | 89× Gold89 | 390× Platin390 | 23× Diamant23 |            |                                       |